# Emil Ludwig

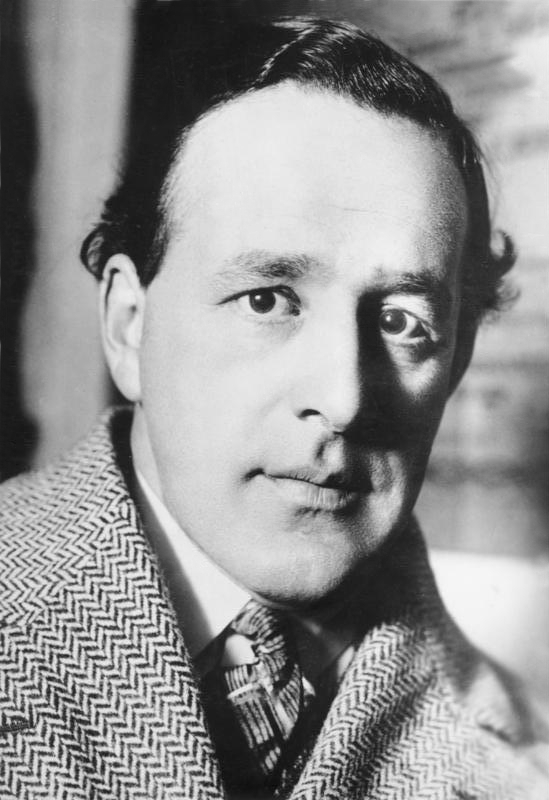
Emil Ludwig

Emil Ludwig (* 25. Januar 1881 in Breslau; † 17. September 1948 in Ascona) war ein deutscher und später Schweizer Schriftsteller, der sich auf psychologisch deutende Biografien weltgeschichtlich hervorragender Persönlichkeiten spezialisierte und damit Welterfolge erzielte.

## Leben
Ludwig war Sohn des Augenarztes Hermann Cohn (1838–1906), der 1883 den Namen Ludwig annahm. Emil Ludwig konvertierte 1902 vom Judentum zum Christentum. Er studierte Rechtswissenschaft und wurde 1904 in Breslau mit einer Arbeit zur „Verletzung des Berufsgeheimnisses“ zum Dr. iur. promoviert, entschied sich jedoch für eine journalistische und schriftstellerische Laufbahn. In Berlin gehörte er zum Choriner Freundeskreis. 1906 siedelte er in die Schweiz über. 1914 wurde er Journalist in London und war während des Ersten Weltkriegs als Korrespondent für das Berliner Tageblatt in Wien und Istanbul. Ludwig gab 1922 nach der Ermordung Walther Rathenaus öffentlich das Christentum auf. Er zog 1922 wieder in die Schweiz und lebte als freier Schriftsteller in Ascona. 1932 erwarb er das Schweizer Bürgerrecht. 1940 zog er in die USA, wo er in Südkalifornien lebte und in Zusammenarbeit mit der US-Regierung antifaschistische Texte publizierte. Nach dem Kriegsende kehrte er in die Schweiz zurück.
Ludwig war Verfasser populärwissenschaftlicher und spannender Romanbiographien. „Dabei ging es um die Schicksale großer Menschen auf Grund genauer Quellenstudien mit wirkungsvoller Montage von Zitaten und moderner psychologischer Analyse. Seine Biographien waren sehr erfolgreich und wurden in viele Sprachen übersetzt.“
Emil Ludwigs Bücher waren bereits in den 1920er Jahren vielfach ins Englische übersetzt worden, weswegen er auch in seinem US-Exil von eigenem Einkommen leben konnte. Spätestens seit 1930 war er Hitler ein Dorn im Auge, als er in der britischen Sunday Times einen Artikel veröffentlichte, in dem er sich die Nazis an die Macht wünschte, weil sie dann offen ihre Unfähigkeit zu regieren bloßlegen würden. Seine Bücher wurden 1933 von den Nationalsozialisten verbrannt (siehe Liste der 1933 verbrannten Bücher). Der Korrespondent der Times vermeldete am 10. Mai 1933, dass unter den auf dem Berliner Opernplatz ab 23.30 Uhr von Studierenden verbrannten Büchern auch die von Ludwig waren. Propagandaminister Joseph Goebbels sprach bei dieser Gelegenheit von „jüdischen Asphalt-Literaten“.
Besonders bekannt wurde sein in viele Sprachen übersetztes Buch Mord in Davos über die Erschießung des Nationalsozialisten und NS-Landesgruppenleiters Wilhelm Gustloff in dessen Wohnhaus im schweizerischen Davos durch den aus Deutschland emigrierten David Frankfurter. Emil Ludwig würdigte Frankfurter in seiner Publikation als den neuen David, der den Riesen Goliath erschlug. Das Buch war in der Schweiz und Deutschland verboten. Goebbels lehnte Ludwigs Buch besonders stark ab, wie aus der Tagebucheintragung vom 6. November 1936 deutlich wird: „‚Der Mord in Davos‘, ein gemeines jüdisches Machwerk … Da kann man zum Antisemit werden, wenn man es nicht schon ganz und gar wäre. Diese Judenpest muss ausradiert werden. Ganz und gar. Davon darf nichts übrig bleiben.“
Robert Neumann schilderte Ludwig 1947 als Goetheaner, der sich als dessen geistiger Erbe gerierte in vermeintlicher Konkurrenz zu Thomas Mann, den er als „Usurpator“ bekämpfte. „Es stand schlimm um Ludwig […], nicht nur die klassischen Plastiken (in dessen Haus am Berghang in Moscia) sahen aus wie Marmor und waren Gips.“
Sein Nachlass befindet sich im Schweizerischen Literaturarchiv in Bern.

## Werke (Auswahl)

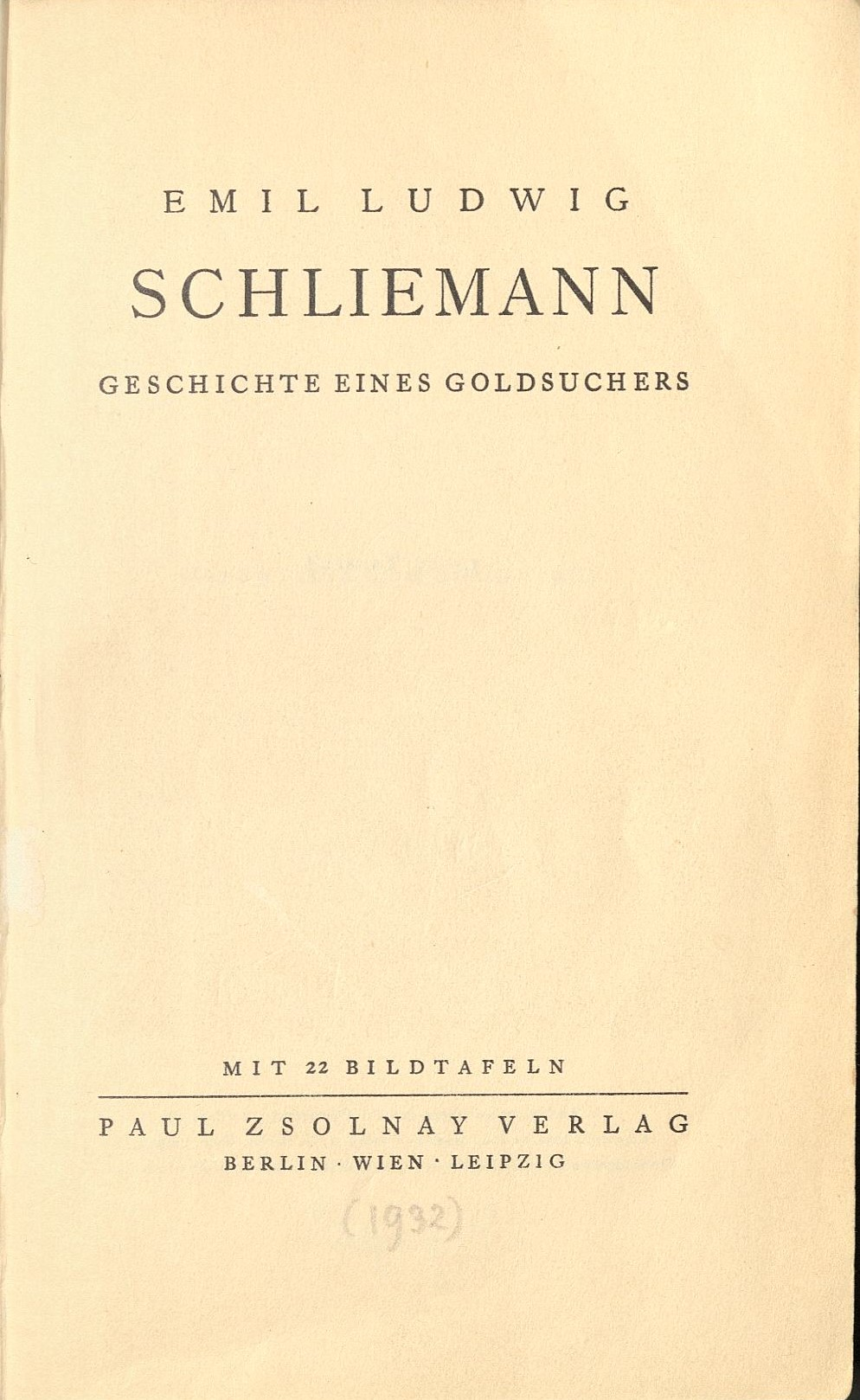
Schliemann, 1932

- Ein Untergang. Drama in 5 Akten. Berlin 1904.
- Napoleon (Drama). 1906.
- Der Spiegel von Shalott. Bruno Cassirer, Berlin, 1907.
- Die Borgia. Ein Schauspiel. Bruno Cassirer, Berlin, 1907.
- Tristan und Isolde. Dramatische Rhapsodie. Berlin 1909.
- Der Papst und die Abenteurer oder Die glücklichen Gärten. Berlin 1910.
- Bismarck. Ein psychologischer Versuch. Berlin 1911.
- Manfred und Helena. Roman. 1911.
- Wagner oder Die Entzauberten. Felix Lehmann, Berlin 1913 (Digitalisat).
- Die Reise nach Afrika. S. Fischer, Berlin 1913 (Digitalisat).
- Richard Dehmel. S. Fischer, Berlin 1913 (Digitalisat).
- Der Künstler. Essays. Berlin 1914.
- Friedrich Kronprinz von Preußen. Historisches Schauspiel in zehn Bildern. Berlin 1914.
- Die Fahrten der Emden und der Ayesha. Berlin 1916.
- Die Fahrten der Goeben und der Breslau. Berlin 1916.
- Diana. Roman. Berlin 1918.
- An die Laterne! Bilder aus der Revolution. Felix Lehmann, Berlin 1919 (Digitalisat).
- Goethe, in zwei Teilen. Stuttgart 1920 (Digitalisat: Band I)
- Meeresstille und glückliche Fahrt. Roman. Berlin 1921.
- Vom unbekannten Goethe. Eine neue Anthologie. Herausgegeben von Emil Ludwig, Berlin 1922.
- Bismarck : Geschichte eines Kämpfers. Ernst Rowohlt, Berlin 1926. [Neuauflage Paul Zsolnay, Berlin, Wien, Leipzig 1932].
- Bismarck – nach dem Zusammenbruch. In: Die Weltbühne 17. Jg., Nr. 26, 30. Juni 1921, S. 697–700 [Digitalisat]
- Das Mittelmeer. Schicksale eines Ozeans. 1923 (Digitalisate: Band I – Band II – Band III – Bände IV und V)
- Rembrandts Schicksal. 1923.
- Shakespeare über unsere Zeit. Eine Anthologie auf das letzte Jahrzehnt. 1923.
- Shakespeares Sonette. Deutsch von Emil Ludwig, Rowohlt, Berlin 1923.
- Napoleon (Roman). 1924 (Digitalisat).
- Genie und Charakter. 20 männliche Bildnisse. Rowohlt, Berlin 1924 (über Friedrich II., Stein, Bismarck, Stanley, Peters, Rhodes, Lenin, Wilson, Rathenau, Lionardo, Shakespeare, Rembrandt, Voltaire, Byron, Lassalle, Goethe und Schiller, Dehmel und Bang).
- Wilhelm der Zweite. Rowohlt, Berlin 1925.
- Meeresstille. Roman eines deutschen Prinzen. 1925.
- Kunst und Schicksal. Vier Bildnisse. 1927 (über Rembrandt, Beethoven, Weber und Balzac).
- Der Menschensohn. Geschichte eines Propheten. 1928.
- Tom und Sylvester. Ein Quartett. 1928, Neuauflage 1933 bei Rascher in Zürich/Leipzig/Stuttgart als Tom und Sylvester – Tessiner Novelle (Digitalisat).
- Juli 14. 1929.
- Michelangelo. 1930.
- Lincoln. 1930.
- Geschenke des Lebens. Ein Rückblick. 1931.
- Stalin, Unterredung mit dem deutschen Schriftsteller Emil Ludwig. 1931.
- Schliemann. Geschichte eines Goldsuchers. 1932, verändert 1952 als Schliemann. Die Geschichte der Entdeckung des alten Troja.
- Mussolinis Gespräche mit Emil Ludwig. 1932 (Elektronische Ressource der DNB).
- Goethe – Kämpfer und Führer. Festrede der Goethe-Feier im Deutschen Volkstheater, Wien, 20. März 1932.
- Führer Europas. Nach der Natur gezeichnet. 1934 (Porträts von Nansen, Masaryk, Briand, Rathenau, Motta, Lloyd George, Venizelos, Mussolini und Stalin).
- Hindenburg und – Die Sage von der deutschen Republik. Querido Verlag, Amsterdam 1935 (Digitalisat).
- Der Nil. Lebenslauf eines Stromes. 2 Teile, Querido Verlag, Amsterdam 1935–1937.
- Mord in Davos. Querido Verlag, Amsterdam 1936.
  - 2. , u. a. um ein Interview mit David Frankfurter erweiterte Ausgabe: David und Goliath: Geschichte eines politischen Mordes. Carl Posen, Zürich 1945 (Digitalisat).
  - Posthume, um Beiträge von Peter O. Chotjewitz und Helmut Kreuzer erweiterte Ausgabe: Der Mord in Davos: Texte zum Attentatsfall David Frankfurter, Wilhelm Gustloff. März, Herbstein 1986, ISBN 3-88880-065-X.
- Die Kunst der Biographie. Phénix, Paris 1936 (Digitalisat).
- Cleopatra. Geschichte einer Königin. 1937.
- Die neue heilige Allianz. Über Gründe und Abwehr des drohenden Krieges. Sebastian Brant, Straßburg 1938 (Digitalisat).
- Roosevelt. Studie über Glück und Macht. 1938.
- Quartett. Ein unzeitgemäßer Roman. Longmans u. a., New York/Toronto 1938 (Digitalisat).
- Über das Glück. Moscia 1939 (Digitalisat).
- Credo. Simon & Schuster, New York 1939 (Digitalisat).
- Über das Glück und die Liebe. Oprecht, Zürich/New York 1940 (Digitalisat).
- Tommy in Weimar. Moscia, 1940 (Digitalisat).
- The Germans. Double History of a Nation. 1941.
- Bolivar. The Life of an Idealist. 1942.
- Mackenzie King. A Portrait Sketch. 1944.
- Stalin. Carl Posen, Zürich 1945 (Digitalisat).
- Geschichte der Deutschen. Studien über Geist und Staat. Carl Posen, Zürich 1945 (Digitalisate: Erster Band und Zweiter Band).
- Der entzauberte Freud. Carl Posen, Zürich 1946 (Digitalisat).